# Octavio López Rodríguez
Octavio Adolfo López Rodríguez, né le 12 mars 1962, est un homme politique espagnol membre du Parti populaire (PP).

## Biographie

### Vie privée
Il est marié et père d'un fils.

### Profession
Octavio López Rodríguez est membre du corps national des secrétaires administratifs locaux. Il a été secrétaire administratif de différentes communes de la province de Saragosse.

### Activités politiques
De 1987 à 1991, il est adjoint au maire de Lucena de Jalón et porte-parole de la députation provinciale de Saragosse. De 1999 à 2003, il est adjoint au maire de Saragosse et de 2003 à 2005 député aux Cortes d'Aragon. À compter de mai 2012, il est secrétaire général du Parti populaire d'Aragon et a été directeur de plusieurs campagnes électorales.
Le 20 novembre 2011, il est élu sénateur pour Saragosse au Sénat et réélu en 2015 et 2016.